# Бронепалубни крайцери тип „Колумбия“
Колумбия (на английски: Columbia) са серия бронепалубни крайцери на ВМС на САЩ. Проектът е създаден като специализирани кораби за действие върху океанските комуникации на противника. Всичко от серията са построени 2 единици: „Колумбия“ (на английски: USS Columbia, C-12) и „Минеаполис“ (на английски: USS Minneapolis, C-13).

## Проектиране
Създаването на проекта е продиктувано от желание да се получи крайцер, който по най-добър начин да е приспособен за действие на окенските комуникации. Традиционните крайцери на 1890-те г., като правило, нямат необходимия радиус на действие и не могат дълго време да поддържат висока скорост, за разлика от трансатлантическите лайнери и пакетботи. Следва да се създаде кораб с много висока скорост, с голям запас въглища и надеждна силова установка. При това той не трябва да е и твърде голям, по финансови съображения, което предполага намалено въоръжение и защита.
Опити за построяване на такъв род кораби са правени няколко страни, в частност в Русия и Франция, но особен интерес към дадения тип военни кораби имат военните моряци на САЩ, които са много впечатлени от действията на рейдерите на Конфедерацията. Освен това, борба по комуникациите следва да се води и в случай на война с Великобритания. Концепцията е, че при война с англичаните, крайбрежието на САЩ отново, както и в годините на англо-американската война, ще бъде блокирано от превъзходящите сили на противника и американците ще трябва да се уповават само на действията на крайцерите. След дълги съмнения Конгресът отделя, в средата на 1890 г., средства за „Колумбия“, а след девет месеца и за „Минеаполис“.

## Конструкция

### Корпус
Тъй като крайцерите са проектирани като „изтребители на търговци“, те умишлено имат силует, сходен на търговските лайнери от края на 19 век. Предполага се, че това ще позволи приближаване до атакувания кораб, без да се предизвиква подозрение. Заедно с това, силуетът на крайцерите е доста различен – „Колумбия“ има четири комина, а „Минеаполис“ само два. Двата крайцера са високобордни, което осигурява добра мореходност.

### Въоръжение
Съставът на въоръжението е продиктуван от модната тогава теория, съгласно която, в носовата част крайцера трябва да има повече оръдия с висока скорострелност, което да позволи обсипването на преследвания съд с град от снаряди. В кърмовата част е необходимо тежко оръдие, с надеждата, че даже едно удачно попадение на голямокалибрен снаряд ще накара по-мощния противник да прекрати преследването.
На носа има две 152 mm оръдия Mark 4 с дължина на ствола 40 калибра. Неговата маса е 6065 kg. Стреля със снаряди тежащи 47,7 kg с начална скорост 655 m/s. На кърмата е монтирано единично 203 mm оръдие Mark 5 със ствол 40 калибра. То изстрелва 118 kg снаряд с начална скорост 762 m/s. Впоследствие е заменено със 152 mm оръдие. Бордовата артилерия са осем 102 mm оръдия Mark 1. При маса 1537 kg, то изстрелва снаряд тежащ 15 kg с начална скорост 610 m/s.
Останалата артилерия е от маломощни оръдия калибри 57 mm и 37 mm. Последните могат да изстрелват до 25 снаряда в минута.

### Брониране
Основна защита е бронираната палуба. Плоската и част е с дебелина 37 mm, а по скосовете се увеличава. Дебелината на скосовете в района на машинното отделение достига 102 mm. Бойната рубка се защитава от 127 mm броня. 102 mm оръдия са поместени в каземати с броня 102 mm, оръдията по краищата са зад бронирани щитове.

### Силова установка
За първи път в практиката на американския флот на крайцер е поставена тривалова силова установка. Счита се, че при обикновените си походи крайцерите ще използват една машина, при крайцерстване две, а при преследване на особено бързи съдове – и трите. Но тези машини заемат много място, като освен това са и неикономични. Макар даже нормалния запас въглища да е 1670 тона, достигането на планираната далечина на плаване е непостижима задача. На изпитанията двата крайцера показват контрактната скорост над 22 възела, но 1894 г. това вече не е уникално постижение. Машините се показват като достатъчно надеждни и крайцерите могат дълго да поддържат висока скорост, но и в далечните си походи „Колумбия“ и „Минеаполис“ не демонстрират изключителни резултати. През 1895 г. крайцерът „Колумбия“ пресича Атлантика за 6 дни, 23 часа и 49 минути, но дори и в онези години много пътнически и военни кораби имат по-добри резултати.

## История на службата
- „Колумбия“ е заложен на 30 декември 1890 г. на стапелите на „Крамп“ (на английски: William Cramp & Sons) във Филаделфия, спуснат е на вода на 26 юли 1892 г., а влиза в строй на 23 април 1894 г. 1906 – 1917 г. се намира в резерва. 1918 г. участва в конвойни операции в Атлантика. Изваден от списъците на флота на 26 януари 1922 г. и е продаден за скрап.

- „Минеаполис“ е заложен на 16 декември 1891 г. от „Крамп“ във Филаделфия, спуснат е на вода на 12 август 1893 г., а влиза в строй на 13 декември 1894 г. 1906 – 1917 г. се намира в резерва. 1918 г. участва в конвойни операции в Атлантика. Изваден от списъците на флота на 5 август 1921 г. и е продаден за скрап[11].

## Оценка на проекта
„Ловците“, на които са възложени толкова големи надежди, на практика се оказват много неудачни кораби. Със своите в никакъв случай не първокласни показатели, като скорост и далечина на плаване, те са слабо въоръжени, даже в сравнение с крайцери с по-малка водоизместимост. Особено странен е избора на средна артилерия калибър 102 mm. Търговките съдове са уязвими от всякакви оръдия, които може и да не са защитени от броня, но за сражение с истински крайцер тези оръдия са прекалено слаби. Още един голям недостатък е огромния разход на въглища, които струват скъпо на флота. Поради тази причина, след няколко широко рекламирани походи, „Колумбия“ и „Минеаполис“ са поставени в престой. Даже по време на Първата световна война те изпълняват само второстепенни задачи, а почти веднага след края ѝ са извадени от флота.

## Коментари
1. ↑  Префиксът „USS“ е от на английски: United States Ship (Кораб на Съединените щати).
2. ↑  Буквите показват принадлежността на кораба към съответен клас: ВВ – линкор, СС, CL, СА – съответно линеен, лек или тежък крайцер, CV – самолетоносач, DD – разрушител, SS – подводница и т.н.